# Brahegatan, Gränna
Brahegatan i Gränna är den tidigare stadens huvudgata. Den var fram till 1970-talet en del av riksväg 1 (Riksettan) och dess efterföljare E4:an och länge Grännas enda gata i nord-sydlig riktning. Den har sitt namn efter greve Per Brahe d.y., som grundade staden 1652. Sommartid är Brahegatan livligt trafikerad, där den går förbi polkagriskokerier och andra begivenheter, däribland Andrëemuseet.

## Bildgalleri

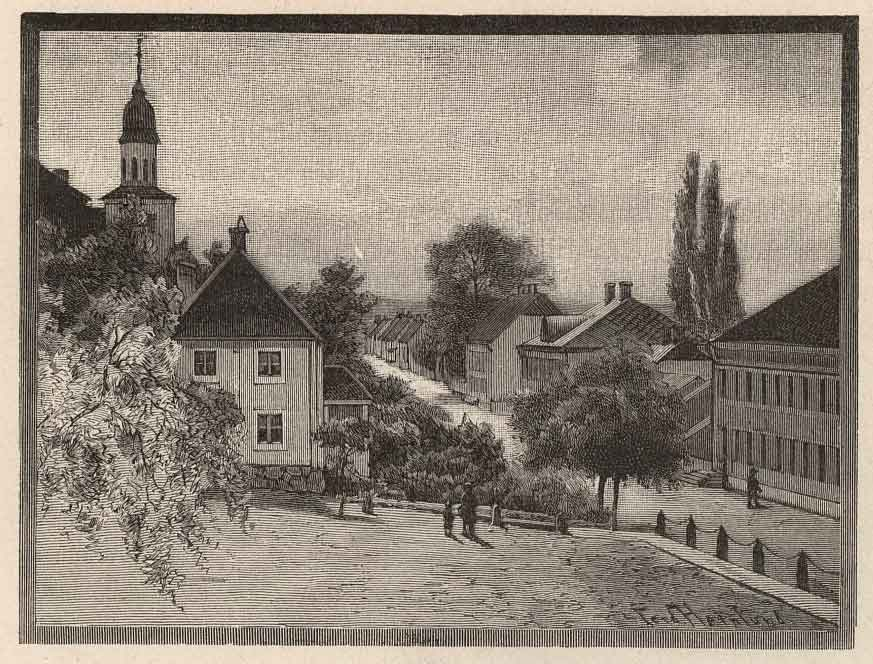
Gränna 1888 på en xylografi efter en tavla av Carl Ferdinand Hernlund.
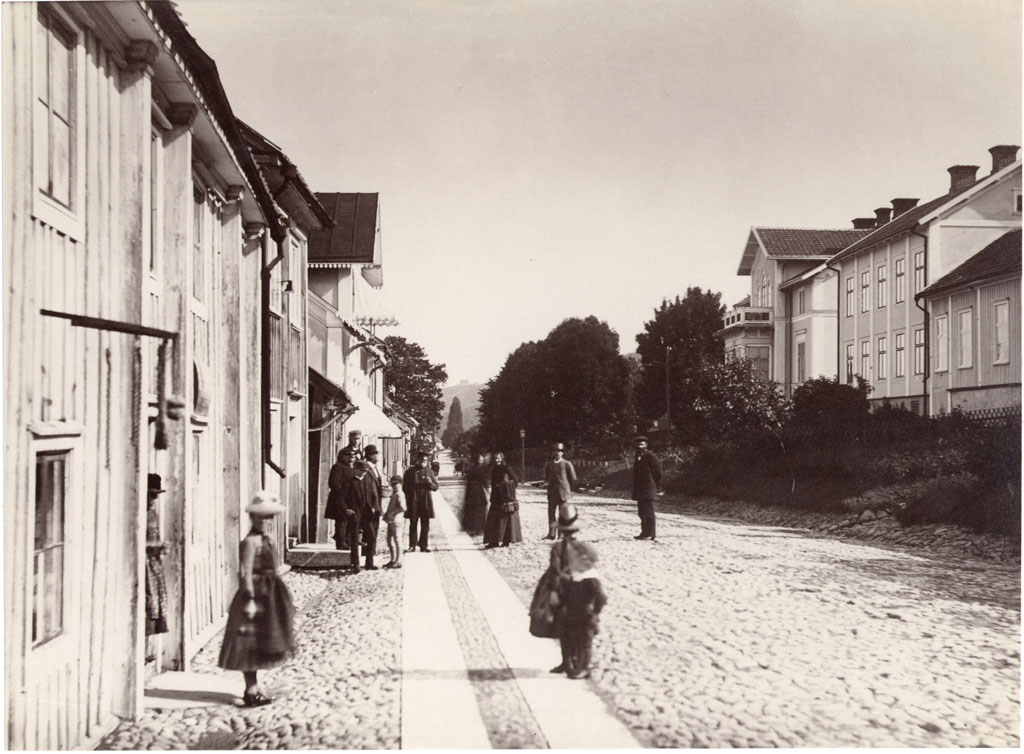
Brahegatan i Gränna norrut, 1889
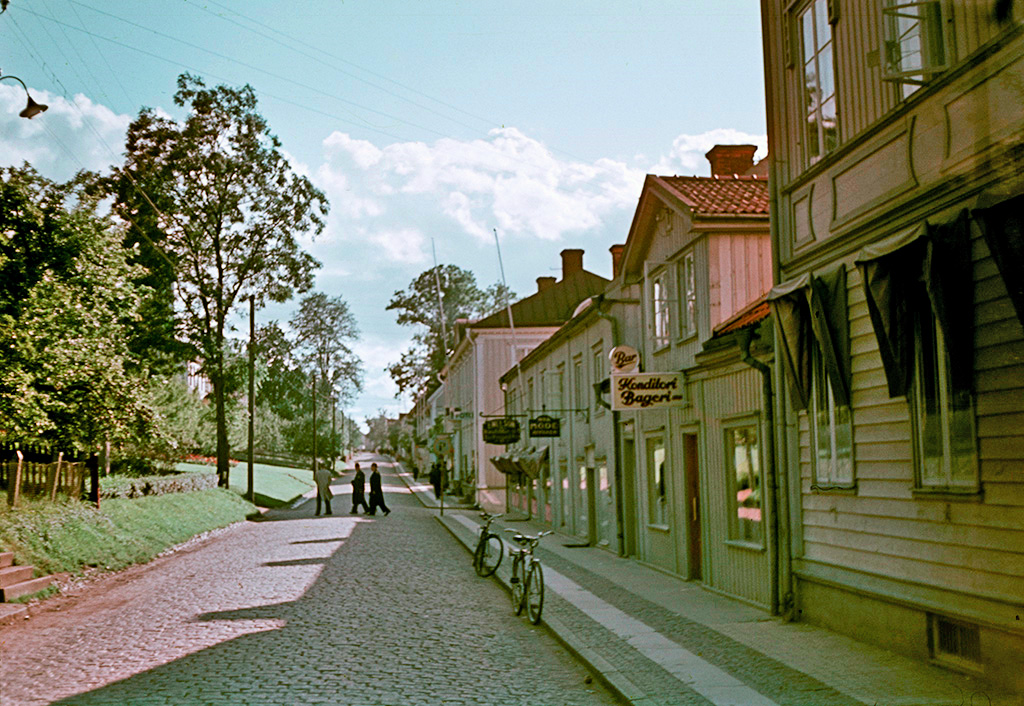
Brahegatan i Gränna söderut, 1945
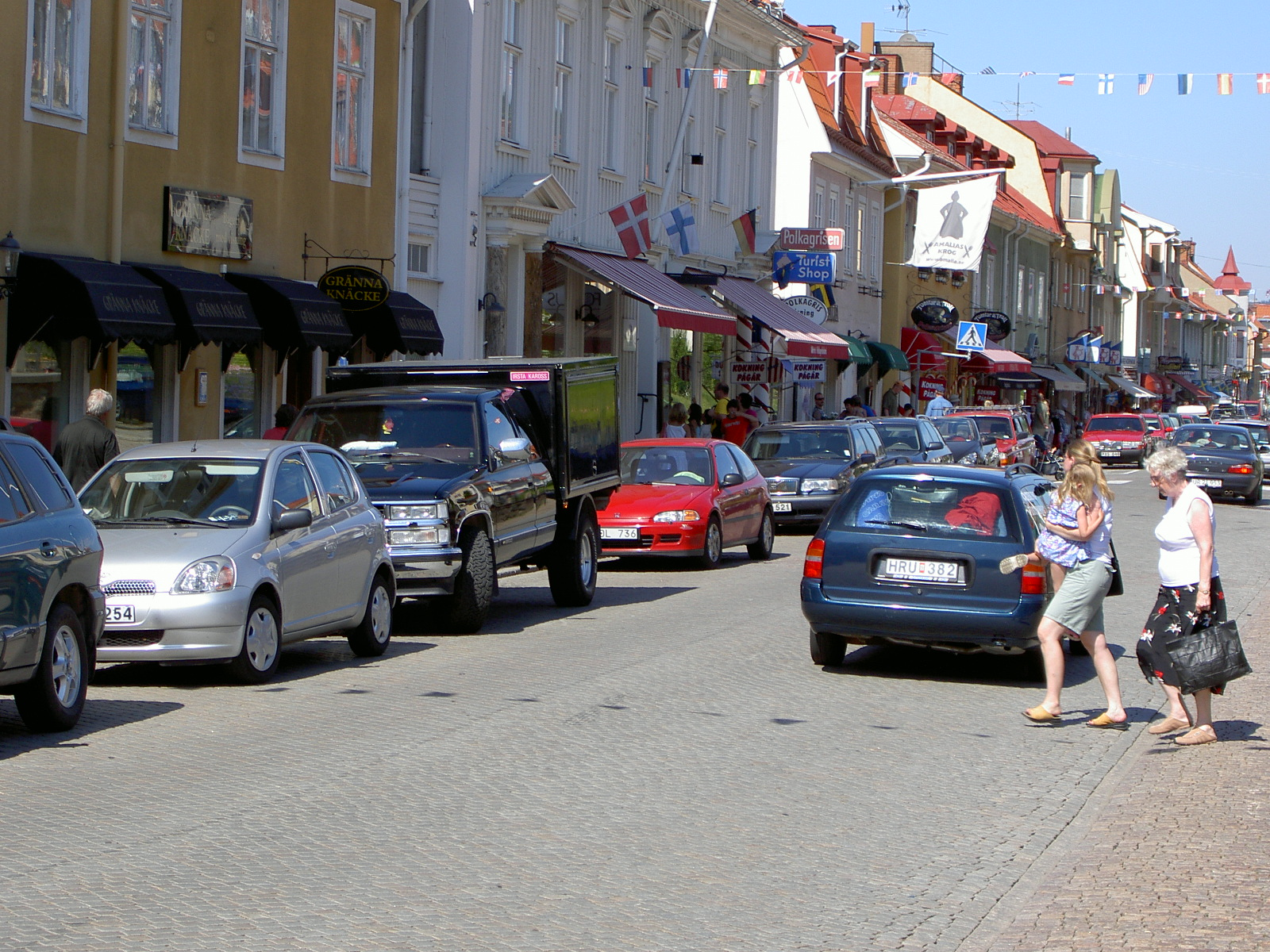
Brahegatan, 2005